# Битва при Лас-Трес-Асекіяс
Битва при Лас-Трес-Асекіяс (ісп. Batalla de Las Tres Acequias) — битва, що відбулася 26 серпня 1814 року в ході війни за незалежність Чилі між двома групами чилійських патріотів — прихильниками Хосе Мігеля Каррери з одного боку та Бернардо О'Гіґґінса — з іншого. Закінчилася поразкою останніх.

## Передумови
У битві при Ель-Роблеen (17 жовтня 1813) під час іспанського роялістського наступу на Чилі у ході його війни за незалежність чилійський диктатор Хосе Мігель Каррера та його брати були взяті у полон. 14 березня 1814 року замість нього було призначено Верховного правителя Франсіско де ла Ластра. Після підписання Ліркайського договору (3 травня 1814) відбувся обмін полонених, в результаті якого брати Каррери змогли повернутися на волю. Проте вони не були задоволені підписаною угодою про припинення бойових дій. 23 липня вони змістили Франсіско де ла Ластру та захопили владу. Переворот не визнав командувач чилійськими військами Бернардо О'Гіґґінс. Чилійські патріоти були розділені на дві групи — прихильників Каррери та О'Гіґґінса.

## Хід битви
Уранці 26 серпня Бернардо О'Гіґґінс перейшов річку Майпо. Він мав намір швидко просунутись до Сантьяго та захопити столицю, перемігши Карреру. О 13:00 передові загони військ О'Гіґґінса на чолі з Рамоном Фрейре пішли в бій і загони Луїса Каррери. Його війська були розміщені так: інфантерія — праворуч, артилерія — посередині, кавалерія — ліворуч. Позаду основних сил були розміщені ополченці на чолі з Хосе Марією Портусою. Ці загони були погано оснащені та вступили в бій тільки на завершальній фазі битви.
Уникаючи подальшої розвідки боєм, О'Гіґґінс наказав своїм силам рішуче атакувати основні сили свого противника. Після безрезультатної артилерійської канонади О'Гіґґінс відправив у бій піхоту та кінноту о 16:00, таким чином, що піхота, прикрита чотирма гарматами, була в центрі, а кіннота — розділена між двома флангами. Після години бою, який відзначився для О'Гіґґінса великими втратами, його сили почали відступати, проте відступ був некоординованим. Цим скористалися сили Каррери: кавалерія оточила правий фланг військ О'Гіґґінса та почала прорив лінії; згодом кінне ополчення атакувало центр, прорвало лінію оборони там і взяло в полон багатьох військовослужбовців, зокрема 4 офіцерів.
Люди О'Гіґґінса втекли головним чином на південь, намагаючись перетнути річку Майпо. Кінь О'Гіґґінса був поранений, тож командувач покинув поле бою на зиченому коні на чолі близько 100 людей. Основна частина 3-ї дивізії на чолі з Хосе Мігелем Каррерою перебувала під Сантьяго на початку битви. Навіть попри швидкий хід, цей підрозділ не встиг взяти участь у битві, проте приєднався до переслідування сил О'Гіґґінса після його відступу. Після того як близько 18:30 Сонце спустилося за горизонт, переслідування сил ворога припинилося.

## Наслідки
Луїс Каррера в ніч після битви не переслідував далі своїх противників, тримаючись на своїх позиціях. Деякі свої сили він розмістив у Hacienda de Tango під прикриттям 2 гармат, захоплених у військ О'Гіґґінса. Згодом основні сили Каррери покинули зайняті позиції, відступивши на 2 км на північ — до села Очагавія.
Наступного дня О'Гіґґінс перегрупував свої сили, маючи намір здійснити нову атаку. У розпал процесу підготовки до наступу із міста Талькауано прийшла звістка, що на Чилі рухається нова роялістська експедиція на чолі з Маріано Осоріо. Це спонукало обидві сторони конфлікту припинити протистояння та об'єднати сили перед спільною загрозою.
О'Гіґґінс відправив свого посланця до Хосе Мігеля Каррери. Після переговорів обидва лідери зустрілися в Hacienda de Tango, врегулювали свої протиріччя, а 4 вересня в Сантьяго підписали спільну декларацію. Згодом О'Гіґґінс покинув столицю, щоб очолити чилійські війська у боротьбі проти роялістів. Його сили включали як власні війська, так і війська донедавна ворожого йому Каррери. 1-2 жовтня 1814 року в битві при Ранкагуа ці об'єднані сили зазнали поразки, після чого Сантьяго було захоплено, і більшість чилійських патріотів емігрували до аргентинської провінції Мендоса.